# Hans Blix
Hans Blix Martin (Uppsala, 28 de junho de 1928) é um político e diplomata sueco pertence ao Partido Popular Liberal.
Foi ministro das relações exteriores da Suécia de 1978 a 1979 e mais tarde se tornou o chefe da Agência Internacional de Energia Atômica. Como tal, Blix foi o primeiro representante ocidental que inspecionou as consequências da catástrofe de Chernobyl na União Soviética "in loco", e liderou a resposta da agência à eles. Blix também foi o chefe da fiscalização da ONU; Verificação e Inspeção da Comissão, no período de março de 2000 a junho de 2003, quando foi sucedido por Dimitris Perrikos. Em 2002, a Comissão começou a procurar no Iraque armas de destruição em massa, em última análise, não encontrando nenhuma. Em fevereiro de 2010, o governo dos Emirados Árabes Unidos anunciou que Blix seria o chefe de um conselho consultivo para um programa de energia nuclear.

## Início de Vida e Carreira
Blix nasceu em Uppsala, Suécia. Filho do professor Gunnar Blix e Hertha Wiberg e neto do professor de Magnus Blix. Ele vem de uma família originária de Jamtlandic. Blix estudou na Universidade de Uppsala e Universidade de Columbia, ganhando seu PhD pela Universidade de Cambridge. Em 1959 recebeu um doutorado Juris em Direito Internacional na Universidade de Estocolmo, onde foi nomeado Professor Associado em Direito Internacional no próximo ano.
Entre 1962 e 1978 Blix era um membro da delegação sueca na Conferência de Desarmamento em Genebra. Ele ocupou vários outros cargos na administração sueca entre 1963 e 1976, e 1961-1981 serviu para a delegação sueca para as Nações Unidas. De 1978 a 1979, Blix foi o ministro dos Negócios Estrangeiros sueco.
Blix presidiu o Partido Liberal Sueco em campanha durante referendo de 1980 sobre a energia nuclear, fazendo campanha em favor da manutenção do programa sueco de energia nuclear.

## Chefe da Agência Internacional de Energia Atômica (1981-1997)
Tornou-se Diretor-Geral da Agência Internacional de Energia Atômica entre 1981 e 1997, depois de Sigvard Eklund. Pessoalmente fez visitas de inspeção repetidas ao reator nuclear iraquiano Osiraq antes de sua tentativa de destruição pelos iranianos, em 1980, e sua eventual destruição pela Força Aérea israelense em 1981 durante a Operação Opera. Embora a maioria concordasse que o Iraque estava longe de ser capaz de construir uma arma nuclear, os iranianos e israelenses sentiram que um ataque poderia ocorrer usando armas de destruição em massa, bem antes de combustível ou energia nuclear serem desenvolvidos. O ataque foi considerado como violação da Carta das Nações Unidas e Direito Internacional e foi amplamente condenado. O Iraque foi alternadamente elogiado e admoestados pela AIEA por sua cooperação e falta dela. Foi somente após a primeira Guerra do Golfo que a extensão dos programas nucleares do Iraque, que tinham mudado de um projeto pra arma à base de plutônio para um de urânio enriquecido.  Esses projetos tornaram-se conhecidos após a destruição de Osiraq.
Outro evento significativo durante seu tempo como chefe da AIEA foi o Acidente Nuclear de Chernobyl em 26 de abril de 1986, um acidente nuclear classificado como nível 7 na Escala Internacional de Ocorrências Nucleares.